# Carmen Bertmaring
Carmen Bertmaring (* 28. März 1976) ist eine deutsche Leichtathletin.

## Karriere
Bei den Junioreneuropameisterschaften 1993 siegte sie in der 4-mal-100-Meter-Staffel und 1995 gewann sie eine Bronzemedaille.
Bei den Deutschen Meisterschaften 1995 wurde sie Achte über 200 Meter. Ein Jahr später gewann sie die Bronzemedaille in der 4-mal-100-Meter-Staffel mit dem TV Wattenscheid 01. Bei den Deutschen Hallenmeisterschaften 1996 wurde sie Siegerin der 4-mal-200-Meter-Staffel. 1997 verteidigte sie ihre Bronzemedaille.